# Gardineria philippinensis
Espèce
Statut CITES
Gardineria philippinensis est une espèce de coraux appartenant à la famille des Fungiidae.